# Ihor Turcin
Ihor Evdokîmovîci Turcin (ucraineană Ігор Євдокимович Турчин; n. 16 noiembrie 1936 la Sofiental, județul Cetatea-Albă, România, astăzi în Regiunea Odesa – d. 7 noiembrie 1993 la București, România) a fost un antrenor emerit de handbal sovietic și ucrainean, care a condus echipa națională feminină a Uniunii Sovietice și apoi pe cea a Ucrainei din 1973 până în 1993. Cu echipa sovietică a câștigat 3 medalii olimpice și cinci medalii la campionatele mondiale.

## Biografie
Turcin a absolvit Institutul Pedagogic din Kameneț-Podolsk, iar în 1959 a format la baza sportivă a unei școli din Kiev o echipă de handbal alcătuită din adolescente, care a devenit Spartak Kiev în 1962. Acest club a câștigat Campionatul Uniunii Sovietice de 20 de ori (1969–1988) și Cupa Campionilor Europeni de 13 ori (1970–1973, 1975, 1977, 1979, 1981, 1983, 1985–1988), stabilind un record în competiția europeană care nu a fost depășit. În 1976, Turcin a fost declarat cel mai bun antrenor de handbal din lume.
La începutul anilor '70, Ihor Turcin a preluat echipa națională a Uniunii Sovietice, cu care a obținut medalii de aur la Jocurile Olimpice din 1976 și din 1980, precum și două titluri mondiale, la campionatele din 1982 și 1986. În 1971 a primit titlul de antrenor emerit al URSS.
În 1965, când avea 28 de ani, s-a căsătorit cu Zinaida Stolitenco, o jucătoare cu 10 ani mai tânără decât el aflată sub comanda sa. Părinții Zinaidei nu au primit cu bucurie alegerea ei, dar nu s-au opus căsătoriei. Au avut o fiică, Natalia (născută în 1971) și un fiu Mihail (născut în 1983). Natalia a jucat handbal, alături de mama sa, pentru Spartak Kiev, în timp ce Mihail a ales baschetul.
În ultimii ani Turcin a suferit mai multe atacuri de cord. El a fost supus unei operații complexe de bypass coronarian în Norvegia, după care a antrenat echipa națională de handbal a Norvegiei timp de opt luni. Turcin a murit din cauza unui atac de cord suferit în timpul unui meci din cadrul Cupei EHF care a avut loc în România, în 1993, împotriva echipei Rapid București. Este înmormântat la cimitirul municipal Berkovețke din Kiev. Un memorial în onoarea sa a fost ridicat pe strada Luteranskaia nr.15 din oraș.
După moartea sa, soția sa a fost numită în funcția de antrenoare a lui Spartak Kiev și a echipei naționale a Ucrainei.

## Distincții
- Ordinul Steagul Roșu al Muncii (1976, 1980)
- Ordinul „Insigna de Onoare” (1971)
- Ordinul „Prieteniei Popoarelor” (1985)

## Palmares

### Cu echipa de club
Național
- Campionatul Uniunii Sovietice:
  -  Locul I: 1969–1988 (20 de titluri)
  -  Locul II: 1967, 1990, 1991
  -  Locul III: 1968, 1989

- Campionatul Ucrainei:
  -  Locul I: 1992

Internațional
- Cupa Campionilor Europeni:
  -  Câștigător:  1970, 1971, 1972, 1973, 1975, 1977, 1979, 1981, 1983, 1985, 1986, 1987, 1988 (13 titluri)
  - Finalist:  1974, 1989

- Cupa Cupelor:
  - Finalist:  1991

### Cu echipa națională
- Jocurile Olimpice:
  -  Medalie de aur: 1976, 1980
  -  Medalie de bronz: 1988

- Campionatul Mondial:
  -  Medalie de aur: 1982, 1986
  -  Medalie de argint: 1975, 1978
  -  Medalie de bronz: 1973